# Yamato (film)
Yamato är en japansk film från 2005. Filmen baseras på Jun Henmis roman Ketteiban Otoko-tachi no Yamato.

## Handling
Makiko kommer till en hamn i södra Japan med förhoppningen att få tag på en båt som kan ta henne till platsen för slagskeppet Yamatos förlisning på sextioårsdagen för händelsen.
Fiskaren som bestämmer sig för att hjälpa henne brottas med minnen från det förflutna och kriget. Vad hände med hans kamrater efter förlisningen?

## Om filmen
Filmen är inspelad i Onomichi i Hiroshima prefektur i Japan. Den hade världspremiär i Japan den 17 december 2005 och svensk premiär på DVD den 22 november 2006.

## Rollista (urval)
- Takashi Sorimachi - Shohachi Moriwaki
- Shido Nakamura - Mamoru Uchida
- Yû Aoi - Taeko
- Junichi Haruta - Hisao Koike